# Dívka ve vlaku
Dívka ve vlaku (v anglickém originále The Girl on the Train) je americký mysteriózní thrillerové drama z roku 2016. Režie snímku se ujal Tate Taylor a scénáře Erin Cressida Wilson. Film byl inspirován stejnojmennou knihou od Pauly Hawkins. Ve filmu hrají Emily Bluntová, Rebecca Fergusonová, Haley Bennett, Justin Theroux, Luke Evans, Allison Janney, Édgar Ramírez a Lisa Kudrow.
Film měl premiéru v Londýně 20. září 2016 a do kin byl oficiálně uveden 7. října 2016. Film získal smíšené kritiky a vydělal přes 172 milionů dolarů.

## Obsazení
| Emily Bluntová      | Rachel Watson      |
| Haley Bennett       | Megan Hipwell      |
| Rebecca Fergusonová | Anna Watson        |
| Justin Theroux      | Tom Watson         |
| Luke Evans          | Scott Hipwell      |
| Allison Janney      | detektiv Riley     |
| Édgar Ramírez       | doktor Kamal Abdic |
| Lisa Kudrow         | Martha             |
| Laura Prepon        | Cathy              |
| Darren Goldstein    | muž v obleku       |

## Vznik filmu
V roce 2014 studio DreamWorks Pictures koupilo práva na film od Pauly Hawkins k její debutové knize Dívka ve vlaku. V lednu 2015 byla Erin Cressida Wilson najata, aby napsala scénář. V květnu 2015 DreamWorks najali Tata Taylora na post režiséra. V červnu 2015 The Wrap potvrdil, že Emily Bluntová byla nabídnuta hlavní role. V srpnu bylo potvrzeno, že Rebecca Fergusonová byla obsazena do role Anny, společně s Blunt v hlavní roli. V září se mluvilo o Jaredovi Letovi a Chrisovi Evansovi, kdy Leto měl hrát manžela ze sousedního domu a Evans Rachelina exmanžela.
Natáčení začalo 4. listopadu 2015 v New Yorku, na konci listopadu se natáčení odehrávalo ve městech White Plains, Hastings-on-Hudson a Irvingtonu v New Yorku. Natáčení skončilo 30. ledna 2016.

## Přijetí
Film vydělal přes 73 milionů dolarů v Severní Americe a přes 82 milionů dolarů v ostatních oblastech, celkově tak vydělal 156,2 milionů dolarů po celém světě. Rozpočet filmu činil 45 milionů dolarů. Za první víkend docílil nejvyšší návštěvnosti, kdy vydělal 37,5 milionů dolarů. Druhý víkend získal třetí nejvyšší návštěvnost, kdy vydělal 12 milionů dolarů.